# 熱涅齊山
48°24′52″N 24°28′42″E / 48.41444°N 24.47833°E
熱涅齊山是烏克蘭的山峰，位於該國西部伊萬諾-弗蘭科夫斯克州，屬於烏克蘭喀爾巴阡山脈中戈爾加內山脈的一部分，海拔高度1,414米。